# مانويل توريس خيمينيث
مانويل توريس خيمينيث (بالإسبانية: Manuel Torres Jiménez)‏ (ولد في 5 يناير 1991 في إشبيلية، الأندلس) هو لاعب كرة قدم إسباني الذي يلعب لنادي كارلسروه في ألمانيا، في مركز خط الوسط المهاجم.

## وصلات خارجية
- مانويل توريس خيمينيث على موقع قاعدة بيانات كرة القدم.إي يو (الإنجليزية)
- مانويل توريس خيمينيث على موقع بيانات كرة القدم. دي إي (الألمانية)
- مانويل توريس خيمينيث على موقع Soccerway.com (الإنجليزية)
- مانويل توريس خيمينيث على موقع عالم كرة القدم.نت (الإنجليزية)
- مانويل توريس خيمينيث على موقع AS.com (الإسبانية)

- Villarreal official profile
- BDFutbol profile
- Futbolme profile (بالإسبانية)
- Stats at Fussballdaten (بالألمانية)

- Transfermarkt profile